# Tracy Vilar
Tracy Leigh Vilar também conhecida e creditado como Tracy Vilar é uma atriz estadunidense, é mais conhecida por seu papel como Sophia Ortiz em The Steve Harvey Show e de Angela de la Cruz no programa de televisão Saved (série de televisão).

## Filmografia
| Ano  | Nome                  | Personagens        | Notas          |
| ---- | --------------------- | ------------------ | -------------- |
| 1994 | Fresh (filme)         | Girl #1            |                |
| 1994 | Crooklyn              | Monica             |                |
| 1996 | Sunset Park           | Shirley            |                |
| 1996 | Joe's Apartment       | Complaint Handler  |                |
| 1996 | Grace of My Heart     | Annie              |                |
| 1997 | Gridlock'd            |                    |                |
| 1998 | Life in the Fast Lane | Shirley            |                |
| 1999 | Double Jeopardy       | Orbe               |                |
| 2000 | Details               | Cecilia            |                |
| 2001 | Porno Outtakes        | The Maid           | Video Pequeno  |
| 2001 | K-PAX                 | Maria              |                |
| 2002 | Full Frontal          | Heather            |                |
| 2004 | Mean Jadine           | Fairy Godmother    | Curta-metragem |
| 2009 | I.E.P.                | Ms. Shandra Taylor | Curta-metragem |
| 2014 | Search Party          | Sarah MacLachlan   |                |
| 2016 | Officer Downe         |                    |                |

### Televisão
| Ano       | Titulo                         | Personagens          | Notas                                                                                                  |
| --------- | ------------------------------ | -------------------- | --- |
| 1994      | The Cosby Mysteries            | Cop                  | Filme televisivo                                                                                       |
| 1995      | First Time Out                 | Rosa                 | 12 episódios                                                                                           |
| 1996      | Kirk (série de TV)             | Gina                 | Episódio: "For Whom the Wedding Bells Toll: Part 1" Episode: "For Whom the Wedding Bells Toll: Part 2" |
| 1996-1997 | The Steve Harvey Show          | Sophia Ortiz         | 21 Epsódios                                                                                            |
| 1997      | Living Single                  | Ava Rivera           | Episode: "Too Good to Screw"                                                                           |
| 1997      | Two Came Back                  | Coast Guardswoman    | Filme televisivo                                                                                       |
| 1997      | ER (série)                     | Doris                | Episodio: "Ambush" Episode: "When the Bough Breaks"                                                    |
| 1997      | Fired Up                       | Gina                 | Episodio: "The Baby-Sitter's Club"                                                                     |
| 1998      | The Dave Chappelle Project     |                      | Filme televisivo                                                                                       |
| 1999      | Oh, Grow Up                    | Dr. Rinaldi          | Episódio: "Love Stinks"                                                                                |
| 1999      | NYPD Blue                      | Elvie Inglesias      | Episódio: "Dead Girl Walking"                                                                          |
| 2000      | Ripe Tomatoes                  |                      | Série de televisão                                                                                     |
| 2000      | Strong Medicine                | Marisol Santos       | Episódio: "Do No Harm"                                                                                 |
| 2001      | One on One                     | Ms. Moody            | Episódio: "Let's Wait Awhile" Episode: "Playing Possum"                                                |
| 2001      | CSI: Crime Scene Investigation | Carla Delgado        | Episódio: "Slaves of Las Vegas"                                                                        |
| 2002      | Sun Gods                       |                      | Filme televisivo                                                                                       |
| 2002      | Girlfriends                    | Gigi                 | Episódio: "X Does Not Mark the Spot"                                                                   |
| 2002      | For the People                 | Victoria             | Episódio: "Lonely Hearts"                                                                              |
| 2002      | The Parkers                    | Paullina             | Episódio: "And the Winner Is..."                                                                       |
| 2002      | MDS                            | Diversos Personagens | 4 Episódios                                                                                            |
| 2003-2004 | Good Morning, Miami            | Stacy                | 4 Episódios                                                                                            |
| 2004      | Curb Your Enthusiasm           | Enfermeira #1        | Episódio: "Mel's Offer"                                                                                |
| 2004      | NYPD Blue                      | Rosa                 | Episódio: "Peeler? I Hardley Knew Her"                                                                 |
| 2006      | Saved (série de televisão)     | Angela de la Cruz    | 13 Episódios                                                                                           |
| 2007      | Wildlife                       |                      | Filme televisivo                                                                                       |
| 2008-2012 | House MD                       | Nurse Regina         | 6 Episódios                                                                                            |
| 2012      | Partners                       | Ro-Ro                | Série de televisão                                                                                     |
| 2012      | 2 Broke Girls                  | Maria                | Episódio: "And the Big Buttercream Breakthrough"                                                       |
| 2013      | Grey's Anatomy                 | Becca McMurdo        | Episódio: "Man on the Moon"                                                                            |
| 2014      | How to Get Away with Murder    | Ms. Barker           | Episódio: "We're Not Friends"                                                                          |
| 2016      | JoJoHead                       |                      | Episódio: "People Who Probably Meant Well"                                                             |
| 2017      | Doubt                          | ADA Delgado          | Episódio: "Then and Now"                                                                               |
| 2017      | Get Shorty                     | FBI Operator         | 2 episódios                                                                                            |
| 2019      | Fresh Off the Boat             | Ms. Duggan           | Episódio: "You've Got a Girlfriend"                                                                    |
| 2019      | For the People                 | Lynda Perez          | Episódio: "Moral Suasion"                                                                              |
| 2021      | Maid                           | Yolanda              | Minissérie; elenco principal                                                                           |

### Ligações Externas
- Tracy Vilar. no IMDb.